# 밥 헤임스
밥 헤임즈(Bob Haymes, 본명은 로버트 윌리엄 헤임즈(Robert William Haymes), 초기 예명은 로버트 스탠턴(Robert Stanton), 밥 스탠턴(Bob Stanton), 1923년 3월 29일 ~ 1989년 1월 27일)는 미국의 싱어송라이터, 영화배우, 방송인이다.

## 생애
아르헨티나 시민권자 신분의 미국 영화배우 겸 싱어송라이터 딕 헤임즈(Dick Haymes)의 아우이기도 한 그는 1940년 가수로 첫 데뷔하였고 1943년 미국 영화 《Two senoritas from Chicago》의 조연으로 영화배우 데뷔하였고 또한 이 작품으로 일약 스타덤에 올랐으며 이후 1968년 영화 《The money jungle》로 영화음악감독 데뷔하였고 1988년 영화 《Monkey shines》로 영화음악연출가 데뷔하였다.

## 유명세
그는 보통적으로 우리나라 국내에서 《That's all》이라는 곡이 대중적으로 히트한 가수로 널리 잘 알려져 있다.